# Nelson Tower
La Nelson Tower est un gratte-ciel de 171 mètres construit à New York en 1931.